# Dufourea salviae
Dufourea salviae är en biart som beskrevs av Ebmer 2008. Dufourea salviae ingår i släktet solbin, och familjen vägbin. Inga underarter finns listade i Catalogue of Life.